# جبل كنن
جبل كنن يقع جبل كنن الواقع جنوب شرق مدينة صنعاء وجنوب مديرية سنحان إلى الشرق من نقيل يسلح. يبلغ ارتفاعه (3244م) عن مستوى سطح البحر. وهو جبل مقدس مشهور منذ عصور ما قبل الإسلام، بدأت شهرته في القرن الأول الميلادي، وارتبط بقبيلة ذي جرت ـ ذي جرة ـ التي اتخذته كحاضرة لها إلى جانب مدينة نعض القديمة التي يحتضنها الجبل في جهته الغربية.
وبنو جرت فرع من قبيلة كانت تتخذ من أراضي سنحان مناطق استقرار لها، وقد شيدوا فيها عدة مدن أهمها مدينة نعض في جبل كنن ومدينة (حضرم) ومدينة (تعرمن) ومدينة (يكلا) وغيرها، وكانت هذه العشيرة هي التي تتحمل زعامة قبيلة سمهرم وقبيلة ذمري التي كانت أراضيها هي محافظة ذمار اليوم، وكانوا دائماً ما يختصون بالقيالة إلى أن ظهر منها القيل «سعد شمس أسرع» وابنه «مرثدم يهحمد» والذي بفضل حنكته استطاع التوصل إلى حكم دولة سبأ، وأصبح ملكاً لمملكة سبأ وذي ريدان في (منتصف القرن الثاني الميلادي) والذي بتربعه على عرش مملكة سبأ استطاع أن يوجه سياسة الدولة القديمة بحكمة وخاض معـارك مع قبائل خولان وردمان التي كانت تتخذ من البيضاء ورداع مناطق استقرار لها، وفي أراضي المشرق في حضرموت وفي تمنع حاضرة قتبان القديمة، وهي المعارك التي جاء ذكرها في النقش الموسوم بـ (629 Ja) وبعد «سعد شمس أسرع» وابنه «مرثدم يهحمد» ملكي سبأ وذي ريدان صعد - أيضاً - إلى عرش مملكة سبأ الملك الجرتي «فرعم ينهب»، وذكره قليل في عهد حكمه، ولكن جاء بعده أبنه «إل شرح يحضب الثاني» ملك سبأ وذي ريدان بن «فرعم ينهب»، وانضم إليه أخوه «يازل بين»، وجاء بعدهما الحفيد «شأ كرب يأمن يهرحب»، وهؤلاء الملوك الثلاثة تلقبوا بلقب ملك سبأ وذي ريدان، وقد وجدت أكبر عدد من النقوش التي تعود إلى عهود حكمهم بالمقارنة مع بقية ملوك سبأ وذي ريدان مما يدعو إلى الاعتقاد أن عهود حكمهم كانت تمتاز بالرخاء والازدهار.
وقد خاض أكبر ملوك هذه العشيرة وأكثرهم صيتاً «إل شرح يحضب» حروباً كثيرة ضد القوى الداخلية والغزوات الخارجية، خاصة الغزوات الحبشية المبكرة، حتى أن النقوش الكثيرة التي تعود إلى عهده تذكر معه أخاه «يأزل بين» وتصوره كأنه الفارس الذي يقود معظم معاركه بنفسه، فيبدو وكأنه لم ينزل عن ظهر جواده بعد الحروب إلا ليمتطيه ويخوض مع جيوشه حرباً جديدة.
يعود عهد الملكين «إل شرح يحضب» وأخيه «يازل بين» ملكي سبأ وذي ريدان والملك «نشأ كرب يأمن يهرحب» إلى الفترة الممتدة من النصف الأخير من القرن الثاني الميلادي، حتى أوائل القرن الثالث الميلادي، ويحتوي - الآن - جبل كنن بقايا معبد كبير كان مخصصاً للإله (عثتر) والإلهة (ذات ظهران)، وهما الإلهان الخاصان ببني جرت، كما انتشرت عدة معابد أخرى للإله (عثتر) مثلاُ في مدينة نعض ومدينة (حضرم) وغيرها، وهذه المعابد لم يبق منها سوى الأساسات وبعض الجدران، حيث أنتزع الأهالي معظم أحجار المواقع الأثرية ليتم إعادة استخدامها في بناء المباني الحديثة.